# Torhaug
Torhaug este o localitate din comuna Molde, provincia Møre og Romsdal, Norvegia.